# Mark Harris (homme politique, 1966)
Pour les articles homonymes, voir Mark Harris.
Mark Harris, né le 24 avril 1966 à Winston-Salem, est un pasteur chrétien baptiste et homme politique américain. Membre du Parti républicain, il est élu pour la Caroline du Nord à la Chambre des représentants des États-Unis en 2018. L'élection est cependant annulée par la commission électorale, en raison de soupçons de fraude. De nouveau candidat en 2024, il est cette fois élu.

## Biographie

### Jeunesse et ministère
Mark Harris grandit à Winston-Salem en Caroline du Nord. Il étudie la science politique à l'université d'État des Appalaches, dont il sort diplômé en 1987. Il étudie ensuite la théologie et obtient un master (Master of Divinity) en 1991. Il obtient également un doctorat en Ministère (Doctor of Ministry) du Southeastern Baptist Theological Seminary en 2009.
Il est pasteur à la Center Grove Baptist Church de Clemmons (Convention baptiste du Sud) de 1989 à 1999, puis à la Curtis Baptist Church d’Augusta en 2000. En 2005, il devient pasteur à la First Baptist Church de Charlotte. En 2011, il prend la présidence de la Convention baptiste de Caroline du Nord (Baptist State Convention of North Carolina rattachée à la Convention baptiste du Sud), qu'il quitte en 2018 pour se consacrer à la politique.
En 2020, il devient pasteur principal de la Trinity Baptist Church à Mooresville.

### Carrière politique
En 2012, Mark Harris acquiert une certaine notoriété auprès des cercles évangélistes dans son combat contre le mariage homosexuel en Caroline du Nord. Deux ans plus tard, il se présente sans succès à l'élection sénatoriale de 2014 en Caroline du Nord, battu par Thom Tillis lors de la primaire républicaine.
En 2016, il est candidat à la Chambre des représentants des États-Unis dans le 9e district de Caroline du Nord. La circonscription vient d'être redécoupée et s'étend désormais du sud-est de Charlotte au comté de Cumberland. Lors de la primaire républicaine, Harris est battu de seulement 133 voix par le représentant sortant Robert Pittenger. Pittenger est alors inconnu pour 60 % du district et fait l'objet d'une enquête du FBI et l'IRS sur des possibles dons illégaux de sa société immobilière vers ses comptes de campagne.
Harris se présente à nouveau face à Pittenger lors des élections de 2018. Il critique le sortant pour son vote en faveur d'une hausse des dépenses fédérales et ses années passées à Washington. Il remporte finalement la primaire 48,5 % des voix contre 46,2 % pour Pittenger,. Dans cette circonscription historiquement républicaine, les sondages montrent une élection serrée entre Harris et le démocrate centriste Dan McCready. Il est donné vainqueur de l'élection générale avec 49,4 % des suffrages contre 48,7 % pour le démocrate, soit un écart de 905 votes,.
Dans les semaines qui suivent l'élection, la commission électorale de Caroline du Nord refuse de certifier les résultats et débute une enquête sur de possibles fraudes. Harris est accusé d'avoir employé Leslie McCrae Dowless, un consultant qui aurait illégalement géré des centaines de votes par procurations dans le comté de Bladen, en faveur du républicain. En février 2019, la commission électorale décide de convoquer de nouvelles élections. C'est la première fois depuis plus de quarante ans qu'une élection fédérale est annulée. Harris choisit de ne pas se représenter pour des raisons de santé, ayant subi deux AVC et devant se faire opérer. McCrae Dowless est poursuivi, contrairement à Harris. Le républicain Dan Bishop est finalement élu en 2019.
Mark Harris fait son retour en politique à l'occasion des élections de 2024. Il se présente dans le 8e district de Caroline du Nord, à l'est de Charlotte, où Dan Bishop ne se représente pas. Il arrive en tête de la primaire républicaine avec un peu plus de 30 % des voix, un score suffisant pour éviter un second tour. Dans ce district redécoupé en faveur du Parti républicain, il est alors assuré de faire son entrée à la Chambre des représentants. En novembre, il est élu avec 59,6 % des voix face au démocrate Justin Dues.

### Vie privée
Mark Harris épouse Beth — enseignante dans une école évangéliste — à la fin des années 1980. Ils ont trois enfants.

## Positions politiques
Mark Harris est connu pour ses positions conservatrices et polémiques, souvent tenues lors de sermons et réapparaissant lors de ses campagnes politiques.
En 2012, il participe activement à la campagne référendaire pour interdire le mariage homosexuel en Caroline du Nord. Les électeurs se prononcent largement en faveur de l'interdiction. Critiquant la « décadence morale » du pays, il dit regretter que les États-Unis soient passés en une génération d'une criminalisation de l'homosexualité à une criminalisation du christianisme. En 2013 et 2014, il remet en cause le caractère positif du travail des femmes, qui devraient selon lui être soumises à leur mari.
En 2011, Harris affirme qu'il n'y aura de paix entre Israël et la Palestine que si les juifs et les musulmans se convertissent au christianisme. Il évoque également à plusieurs reprises la dangerosité de l'islam et son caractère satanique.
Il défend par ailleurs la théorie du créationnisme Jeune-Terre.